# Bobby Vee
Robert Thomas Velline (30. dubna 1943 – 24. října 2016) známý jako Bobby Vee byl americký zpěvák pop music. Podle magazínu Billboard měl 38 Hot 100 chart hits a 10 z nich bylo
v Top 20.

Prvním jeho úspěchem byla vlastní verze písně "What Do You Want" z repertoáru Adama Faitha. Účinkoval v několika filmech, mimo jiné "Play It Cool" a "Just for Fun".
Největší hity: "Rubber Ball", "How Many Tears", "A Forever Kind of Love", "Come Back When You Grow Up", "The Night Has a Thousand Eyes", "More Than I Can Say".

## Vybraná diskografie
- Bobby Vee Sings Your Favorites (1960)
- Bobby Vee (1961)
- Bobby Vee Meets The Ventures (1963)
- Just Today (1968)
- Nothin' Like a Sunny Day (1972)